# Melicerita digeronimoi
Melicerita digeronimoi is een mosdiertjessoort uit de familie van de Cellariidae. De wetenschappelijke naam van de soort is voor het eerst geldig gepubliceerd in 1992 door Rosso.